# Hanami
Pour l’article homonyme, voir Hanami (convention).
Le hanami (花見 / はなみ, littéralement, « regarder les fleurs »), ou o-hanami avec préfixe honorifique, est la coutume traditionnelle japonaise d'apprécier la beauté des fleurs, principalement les fleurs de cerisier (sakura), lorsque, à partir de fin mars ou début avril, elles entrent en pleine floraison lors de la progression du front de floraison des cerisiers.
De nos jours, le hanami peut quelquefois aussi se résumer à profiter de cette saison pour pique-niquer, discuter, chanter sous les cerisiers en fleur. Cette coutume est au printemps ce que momijigari, l'observation de kōyō (le changement de couleur des feuilles), est à l'automne.
Il existe aussi une forme de hanami concernant l'abricotier du Japon (ume), précédant celui des cerisiers du Japon, ainsi que du pêcher, succédant aux cerisiers. Si les cerisiers du Japon sont plus populaires pour les hanami, particulièrement chez les jeunes, les personnes plus âgées préfèrent l'atmosphère des hanami de l'ume.

## Histoire

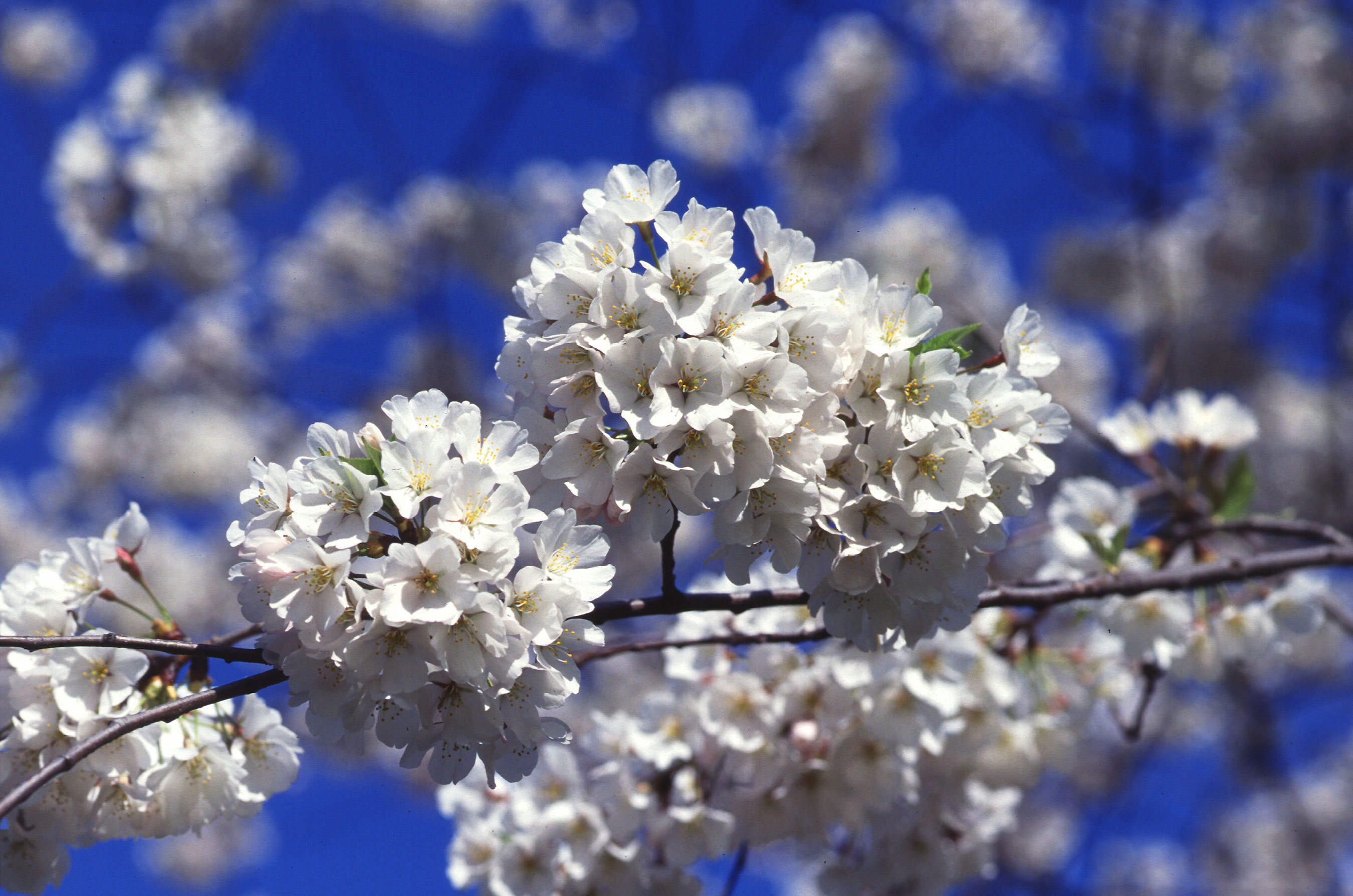
Cerisier en fleur.

La pratique du hanami est vieille de plusieurs siècles. On considère que la coutume aurait commencé durant la période Nara (710-784) à l'époque où la dynastie chinoise Tang a fortement influencé le Japon, entre autres en apportant la coutume d'apprécier les fleurs. Les aristocrates pratiquaient alors le kyokusui no utage (曲水の宴) : il se mettaient dans les jardins au bord de ruisseaux pour réciter des poèmes, tout en buvant du saké dans des coupes. Ce divertissement avait traditionnellement lieu le troisième jour du troisième mois du calendrier luni-solaire (soit début avril).
Cependant, c'était les fleurs d'ume que les gens admiraient à cette époque, et ce n'est que durant la période Heian que les sakura ont commencé à attirer plus d'attention,. Depuis cette époque, dans le tanka et le haïku, le mot fleur est très fortement lié au sakura.
Les sakura étaient à l'origine employés comme annonciateur de la saison de plantation du riz. Les gens croyant à l’existence de dieux à l’intérieur des arbres faisaient des offrandes aux pieds des sakura. Ensuite, ils participaient à l’offrande en buvant du saké.
L'empereur Saga, qui a donné son nom à la région de Sagano, et qui vécut à la période Heian, a adapté cette coutume et en a fait des fêtes de « contemplation des fleurs » accompagnées de saké et de mets variés, sous les branches des cerisiers en fleur dans la cour impériale à Kyōto. Des poésies étaient écrites, louant la délicatesse des fleurs, qui étaient vues comme une métaphore de la vie elle-même, lumineuse et belle, mais passagère et éphémère. Ceci serait le début de la coutume des hanami.
La coutume a été, à l’origine, limitée à l’élite de la cour impériale, mais s'est rapidement répandue à la société des samouraïs, et, à partir, de la période Edo aux gens du peuple. Sous les arbres de sakura, ils prenaient un repas et buvaient du saké dans l’allégresse. Le cerisier devint alors l'un des thèmes importants du rakugo, alors loisir préféré du peuple.

## De nos jours

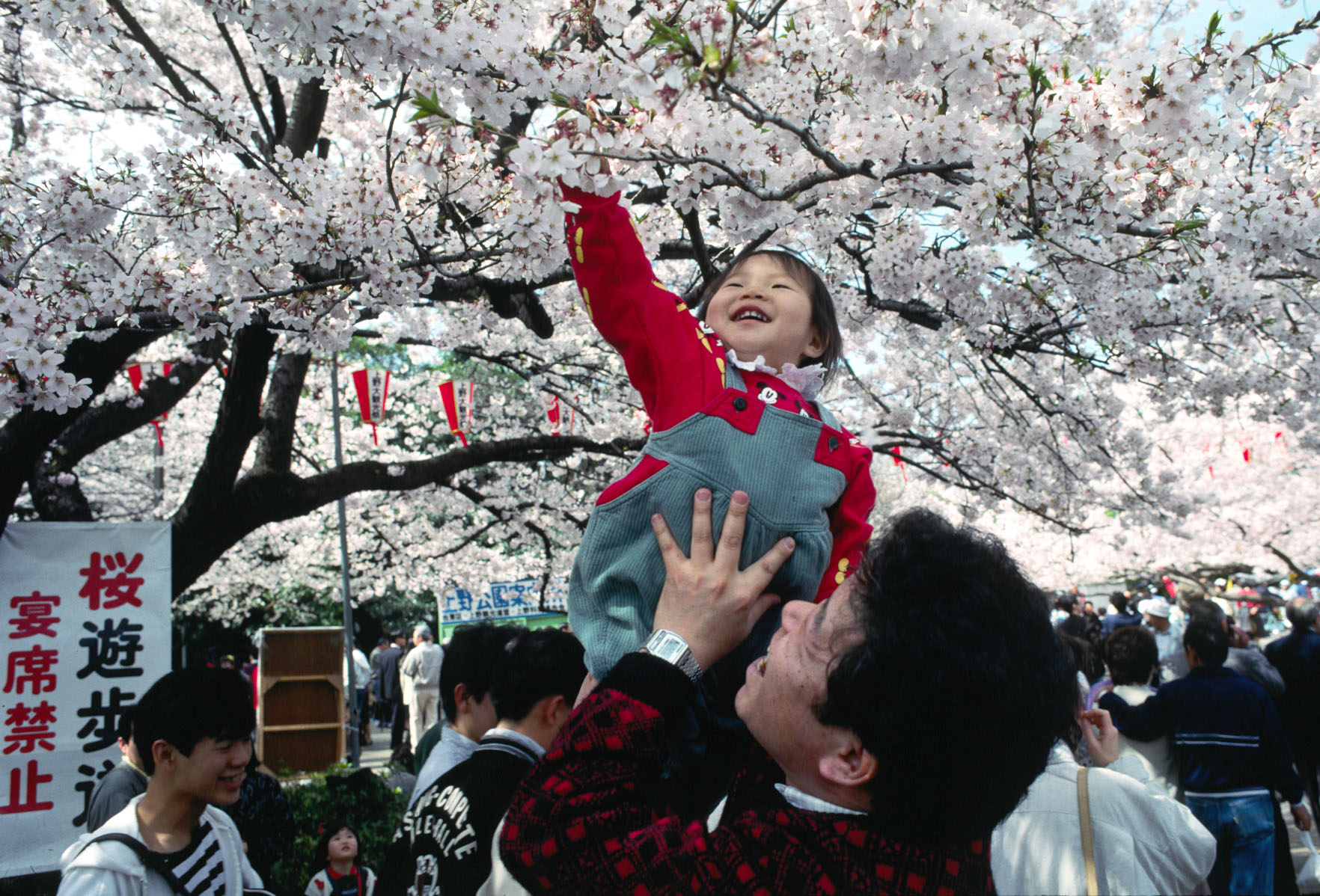
Hanami au parc d'Ueno à Tokyo.

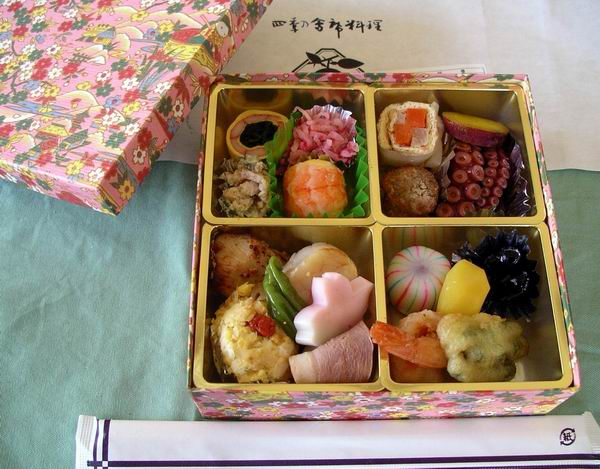
Bentō pour hanami.

De nos jours, la coutume existe toujours. Durant la période de floraison des cerisiers, les Japonais partent pique-niquer en famille ou entre amis sous les arbres. Les moments les plus appréciés sont l’apparition des premières fleurs (開花, kaika) que guettent les photographes et la période de pic de floraison (満開, mankai). Il est coutumier de boire alors de l'alcool, parfois trop : en 2012, sur les neuf premiers jours de hanami, 74 personnes ont été emmenées aux urgences pour intoxication alcoolique aiguë à Tokyo.
Durant les émissions de météo à la télévision, mais aussi sur Internet et sur téléphone mobile, la progression de l'éclosion est représentée. Cette ligne de front (桜前線, sakurazensen) permet de connaître le moment où les cerisiers éclosent. Elle part de l'archipel d'Okinawa (au sud) et remonte jusqu'à Hokkaido en l’espace d'un mois.

### Lieux
Il existe une liste officielle établie en 1990 par l'association des cerisiers du Japon (Nihon sakura no kai) des cent lieux les plus réputés pour la beauté de leur sakura en fleurs, :
- Hokkaidô : château de Matsumae, alignements de cerisiers de la route de Nijukken ;
- Tohoku : château de Hirosaki, étang d'Ashino, château de Morioka, parc des expositions de Kitakami, château de Funaoka, bords de la rivière Shiraishi à Ôgawara et Shibata, parc Senshû à Akita, parc Mato à Yokote, demeures de samouraï de Kakunodate, bords de la rivière Hinokinai à Senboku, parc Tsuruoka, mont Eboshi, château de Tsuruga, château de Kasumiga, Miharu Takizakura (cerisier « cascade ») ;
- Kanto : avenue Heiwa dôri et parc Kamine à Hitachi, parc Seihô à Naka, avenue Nikkô kaidô à Utsunomiya, mont Taihei, Senbonzakura sur la pente sud du mont Akagi, parc Sakurayama à Fujioka, parc Ômiya à Saitama, alignement de cerisiers de Kumagaya, Tôrinuke no sakura à Nagatoro, parc Izumishizen à Chiba, parc Shimizu à Noda, parc Mobara, parc Shinjuku Gyoen, parc d'Ueno Onshi, parc de la Sumida, parc Inokashira à Musashino, parc Koganei, parc Mitsuike à Yokohama, parc Kinugasayama à Yokosuka, château d'Odawara ;
- Chibu : Ôkôzu bunsui à Tsubame, parc Muramatsu à Gosen, parc Takada à Joetsu, parc Matsukawa à Toyama, parc du château de Takaoka, jardin Kenrokuen à Kanazawa, parc Asuwayama et rivière Asuwa à Fukui, parc Kasumigajô à Sakai, parc Ôboshi à Fujikawa, parc Garyô à Suzuka, parc du château de Komoro, château de Takatô, Hyakujûrôzakura et bords de la rivière Shin-Sakai à Kakamigahara, parc Neodani Usuzumi à Motosu, Kamagatani à Ikeda, Sakura no sato à Itô, cimetière Fuji reien à Oyama, Shiki no michi au bord de la rivière Yamazaki et parc Tsurumai à Nagoya, château d'Okazaki, bords de la rivière Gojô à Ôguchi, Iwakura et Kônan ;
- Kansai : Mitake à Tsu, bords de la rivière Miyagawa à Ise, parc Hô à Nagahama, Kaizu Ôsaki à Takashima, Arashiyama, Omuro zakura, temples Ninna et Daigo à Kyoto, mont Kasagi, hôtel de la Monnaie et parc du château d'Osaka à Osaka, parc de l'Exposition universelle à Suita, château de Himeji, parc d'Akashi, Shukugawa à Nishinomiya, parc de Nara, château de Yamatokōriyama, mont Yoshino, temple Kimiidera à Wakayama, temple Negoroji à Iwade, bord du barrage de Shichikawa à Kozagawa ;
- Chugoku : château de Tottori, parc Utsubuki à Kurayoshi, château de Matsue, bords de la rivière Hii à Unnan, château de Tsuyama, parc Senkôji à Onomichi, parc d’Ueno à Shôbara, parc Tokiwa à Ube, pont Kintai et parc Kikkô à Iwakuni ;
- Shikoku : parc Seibu à Tokushima, parc Kotohiki à Kannonji, château de Matsuyama, parc Kagamino à Kami, parc Makino à Sakawa ;
- Kyushu : parc Nishi à Fukuoka, parc Ogi, parc Ômura, château de Kumamoto, alignements de cerisiers à Minamata, bords du barrage d'Ichifusa à Mizukami, château d'Oka à Takeda, parc Mochio à Miyakonojô, parc Tadamoto à Isa ;
- Okinawa : château de Nago.

### Yozakura

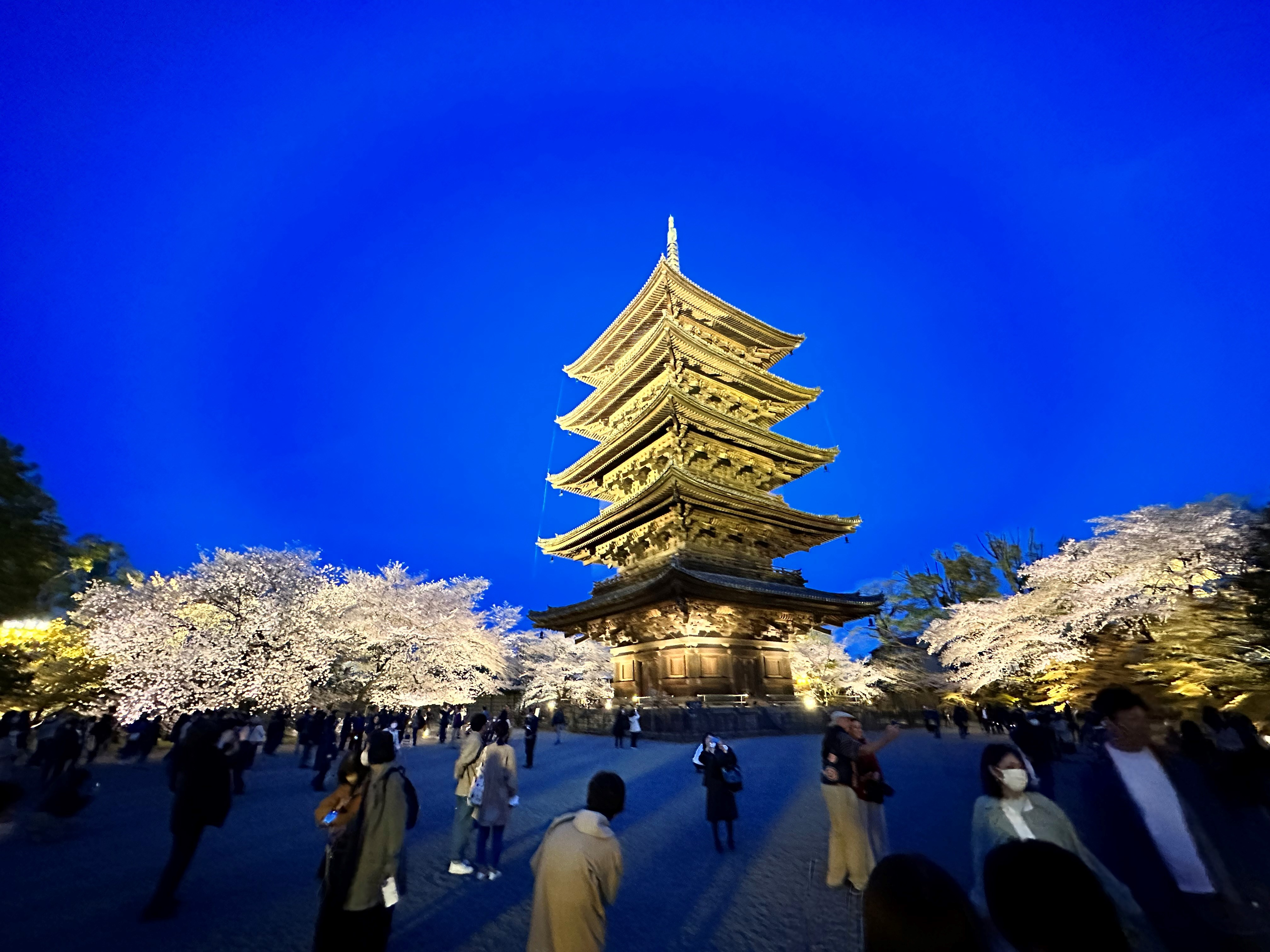
Cerisiers en fleurs, une fois la nuit tombée, dans le jardin du temple Tō-ji.

La pratique de hanami la nuit, qui consiste à admirer les cerisiers en fleur lorsqu'ils sont mis en lumière par des éclairages se nomme yozakura (夜桜).

## En dehors du Japon

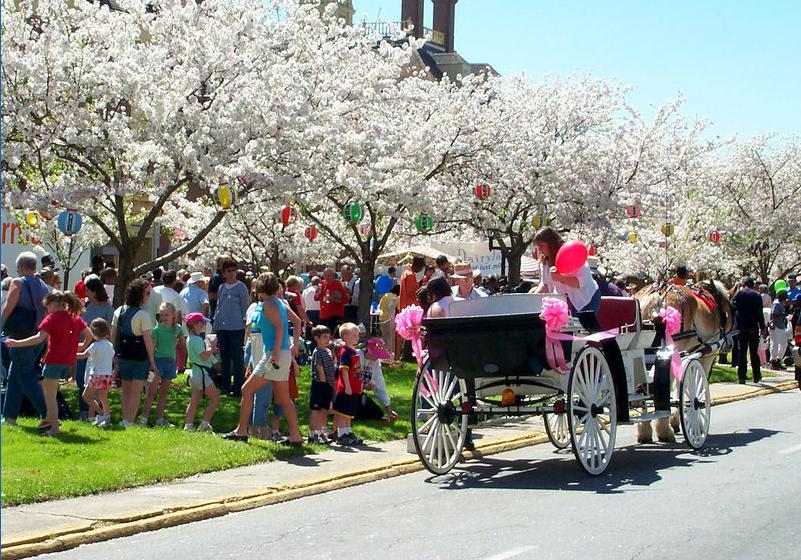
LInternational Cherry Blossom Festival à Macon, Géorgie, États-Unis.

Des hanami se déroulent à Taïwan, en Corée, aux Philippines et en Chine.
Aux États-Unis, le hanami est aussi devenu populaire. En 1912, le Japon offrit 3 000 sakura aux États-Unis pour célébrer l'amitié entre les deux nations. Ces arbres furent plantés à Washington, D.C., et 3 800 arbres supplémentaires furent donnés en 1965.
Ces sakura continuent d'être une attraction touristique et le Festival des cerisiers en fleurs de Washington se déroule sur deux semaines chaque année au début du printemps ;
À Macon, dans l'État américain de Géorgie, se déroule également le International Cherry Blossom Festival. La ville est connue comme la « capitale mondiale du cerisier » puisque près de 300 000 sakura y sont plantés.
À Paris, au parc de Sceaux est célébrée une fête des cerisiers en fleurs.
À Brooklyn, le Annual Sakura Matsuri Cherry Blossom Festival a lieu en mai au jardin botanique de Brooklyn. Ce festival est célébré depuis 1981 et constitue l'une des attractions les plus connues du jardin. Des célébrations similaires se déroulent à Philadelphie avec le Festival des cerisiers en fleurs Subaru et dans d'autres villes des États-Unis.
Le hanami est aussi célébré dans plusieurs pays d'Europe. Par exemple, en Finlande, les gens se réunissent pour le hanami à Helsinki. Plus de 200 cerisiers sont plantés à Kirsikkapuisto et fleurissent à la mi-mai. Dans la ville de Rome, c'est au parc de l'Esposizione Universale di Roma qu'un hanami se déroule, puisque ce dernier abrite de nombreux cerisiers donnés par le Japon en 1959. En région parisienne, cet événement est célébré dans le parc de Sceaux (Hauts-de-Seine) et place Pierre-Mac-Orlan (Paris, 18e arrondissement).

## Lehanamidans l'art
La figuration des fleurs de cerisier est un thème récurrent dans l'ukiyo-e et en particulier dans les « peintures de saison » (shiki-e) ou de « vues célèbres » (meisho-e). La floraison des cerisiers est souvent utilisée pour souligner le caractère éphémère de la beauté.

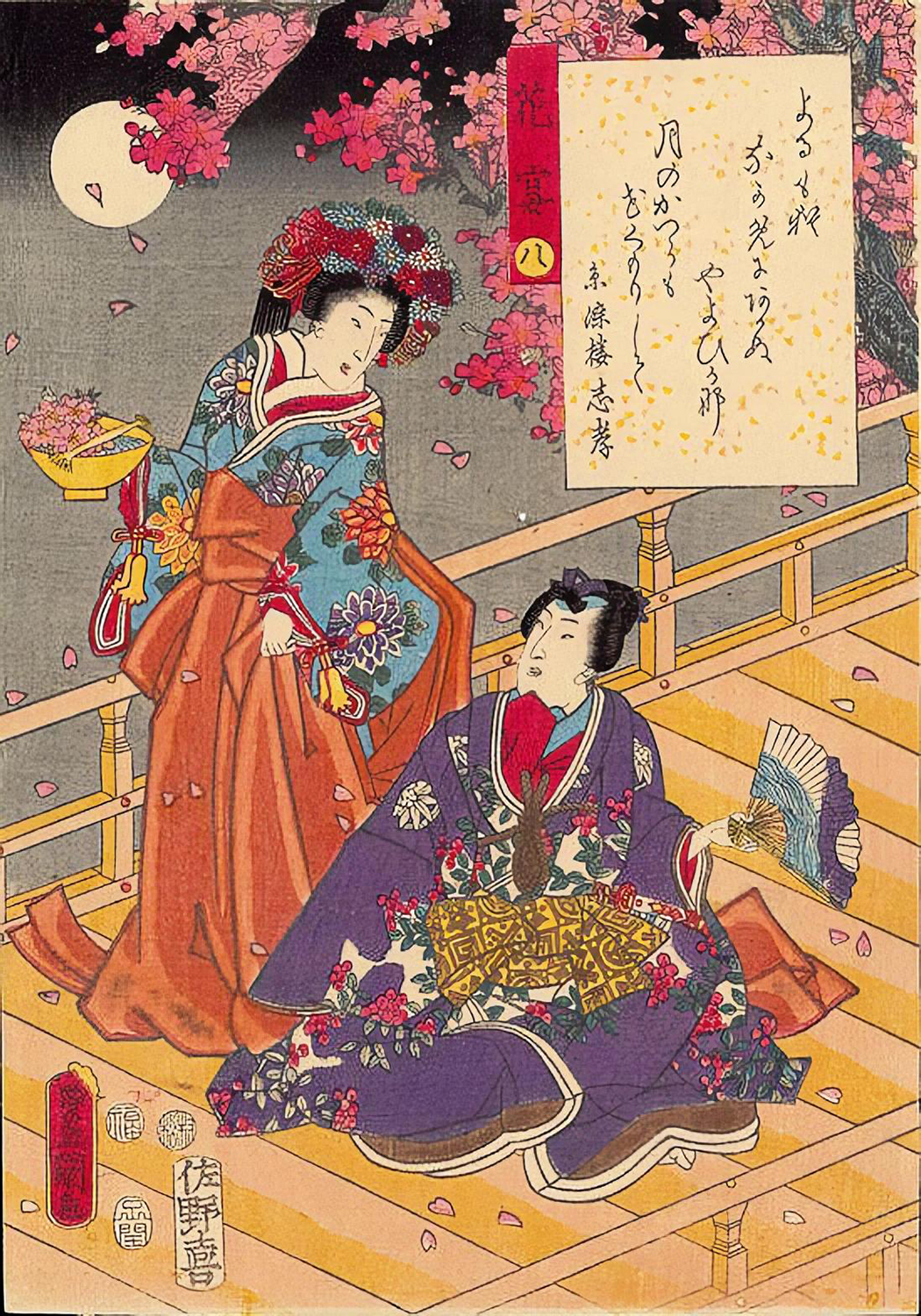
Ukiyo-e du Dit du Genji, ch. 20, Hana no en (花宴?) par Kunisada (1852).
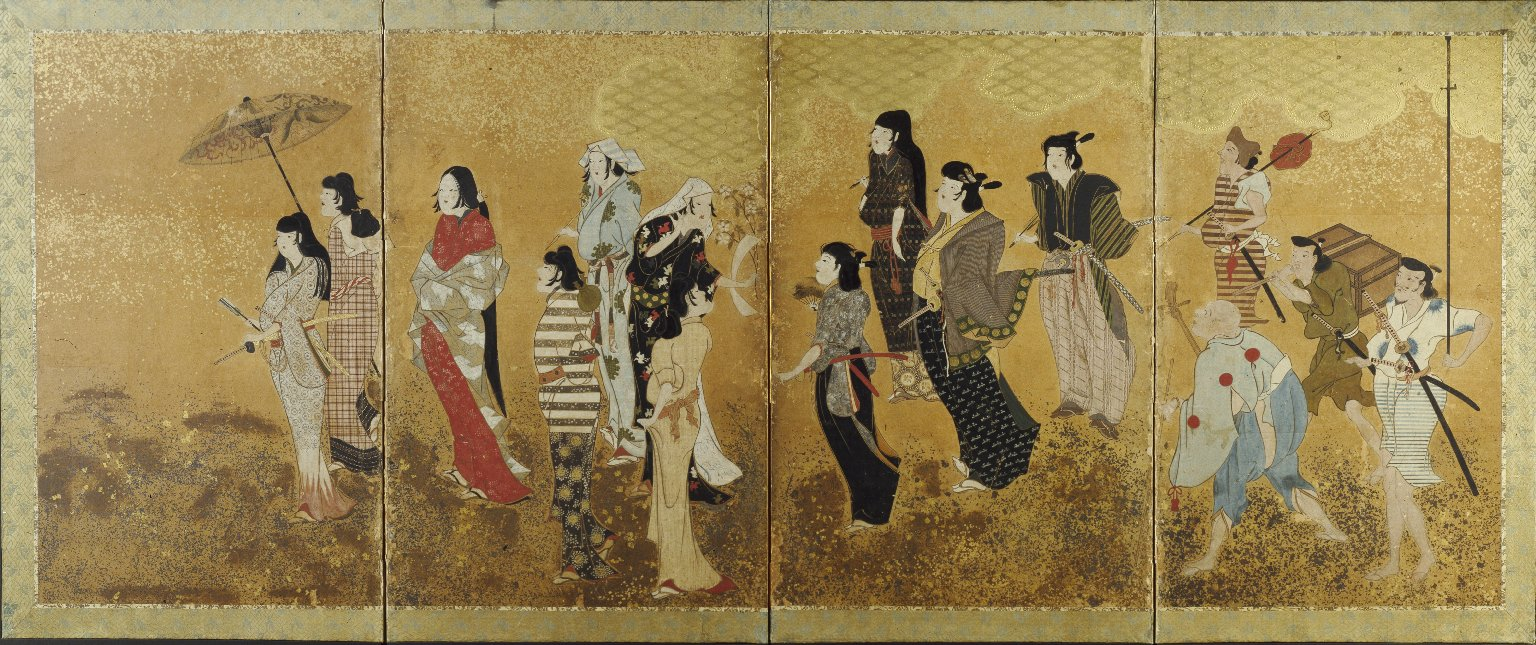
Peinture de la période Edo figurant un hanami.
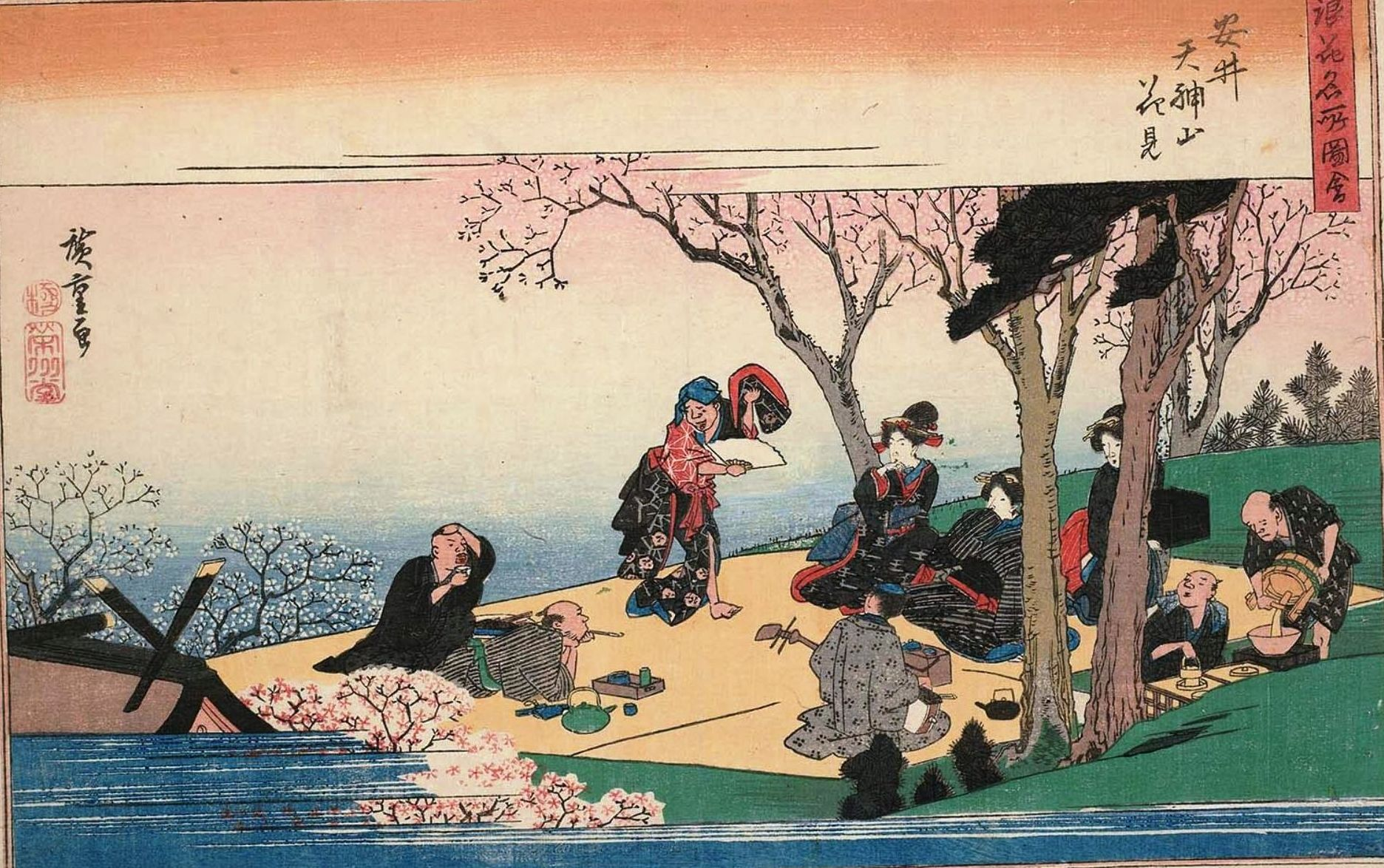
Hanami à Osaka.
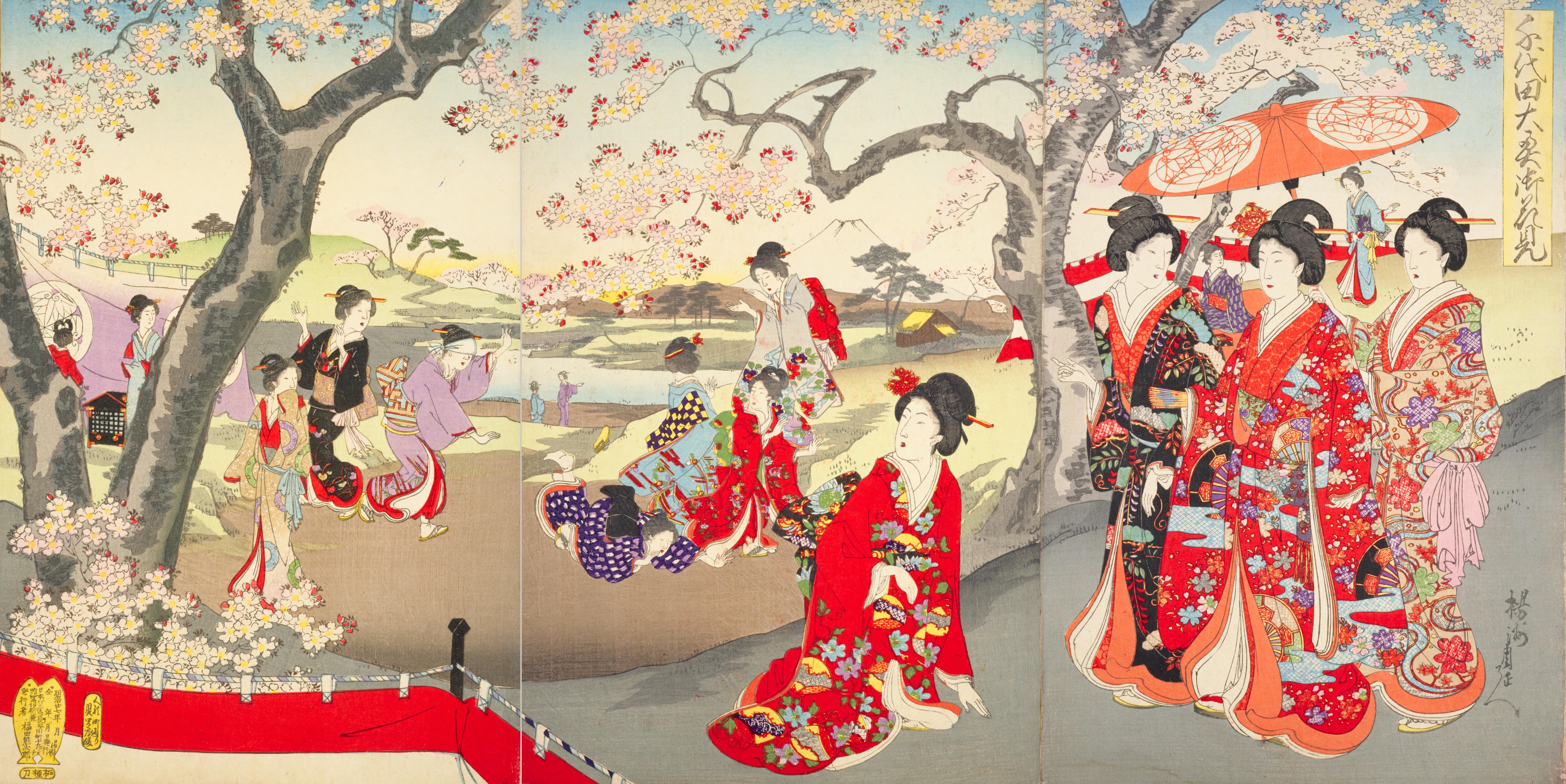
Femmes à Edo admirant la floraison des cerisiers de Toyohara Chikanobu.
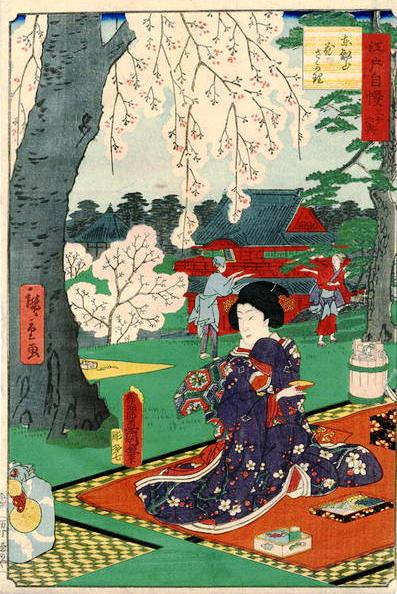
Hanami bentō de Hiroshige.
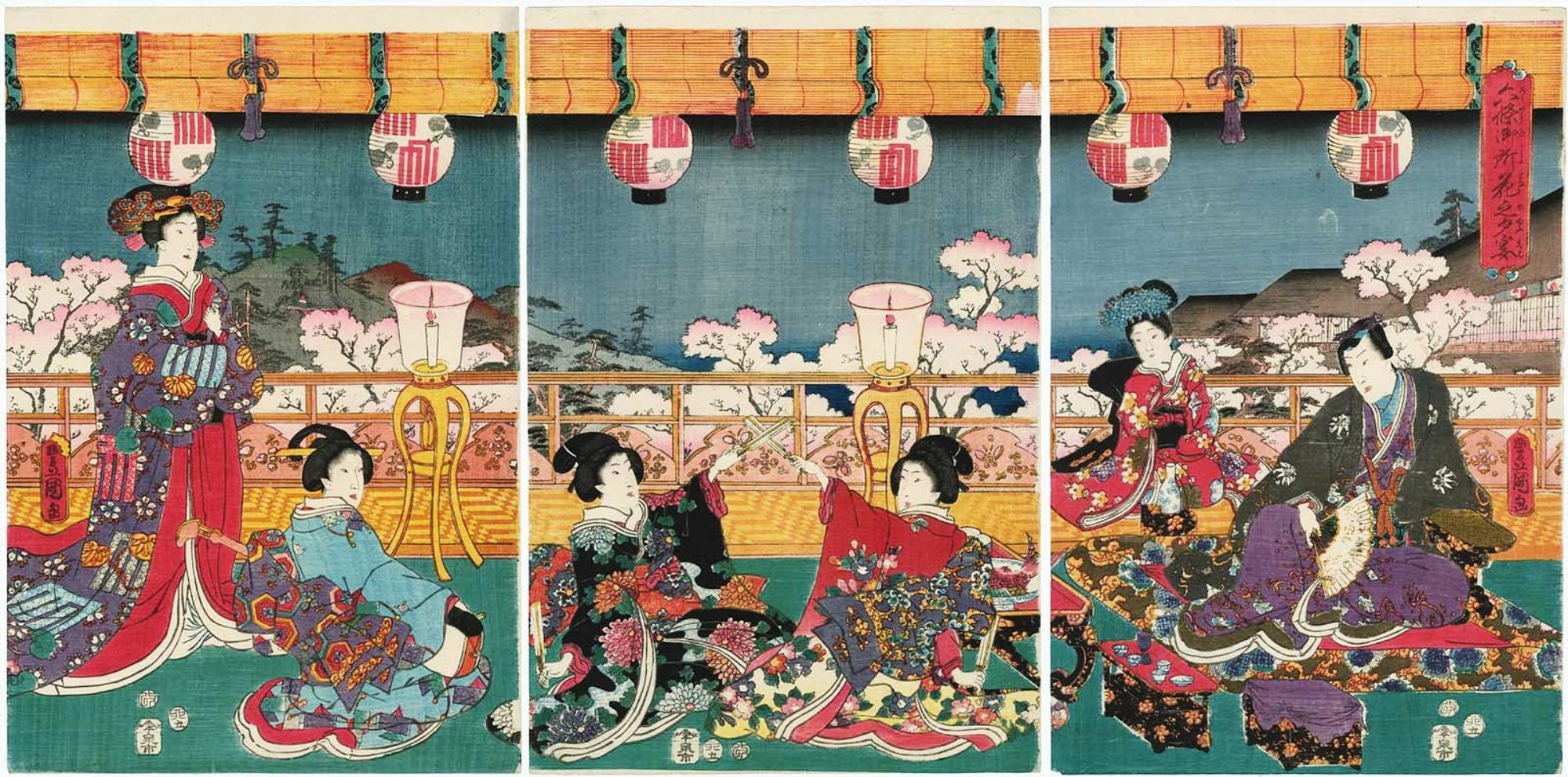
Œuvre d'Utagawa Kunisada.

Le début d'une nouvelle de 1927 de l'écrivain Motojirō Kajii est devenu proverbial à propos du hanami : « Sous les cerisiers sont enterrés des cadavres ! »
Le hanami se retrouve aussi dans le cinéma. On pourra notamment mentionner les œuvres suivantes :
- Cherry Blossoms, film allemand de Doris Dörrie, sorti sur les écrans en 2008 ;
- 5cm Per Second (秒速５センチメートル, Byōsoku go senchimētoru?) est un film d'animation japonais réalisé par Makoto Shinkai en 2007 ;
- Sakura no mori no mankai no shita (桜の森の満開の下?), film japonais de Masahiro Shinoda sorti en 1975.